# Yem Sambaur
Yem Sambaur (tiếng Khmer: យ៉ែម សំបូរ, phát âm tiếng Khmer: [jaem sɑmbou]; 2 tháng 2 năm 1913 – Tháng 12 năm 1989) là chính khách Campuchia, từng hai lần giữ chức Thủ tướng Campuchia từ năm 1949 đến năm 1950.

## Sự nghiệp chính trị
Yem Sambaur là một nhân vật chính trị có ảnh hưởng ở Campuchia, chủ yếu trong những năm đầy biến động từ khi kết thúc Thế chiến thứ hai cho đến khi giành được độc lập cuối cùng vào năm 1953. Mặc dù Sambaur vẫn duy trì mối quan hệ thân thiết với hoàng tộc và giới tinh hoa truyền thống của xã hội Khmer, ban đầu là thành viên của Đảng Dân chủ Campuchia, một liên minh thiên tả gồm các nhóm ủng hộ nền độc lập ngay lập tức, một chính phủ Campuchia theo mô hình của Đệ tứ Cộng hòa Pháp và thông cảm với cuộc kháng chiến vũ trang của các phong trào du kích Khmer Issarak. Không hài lòng với những mục tiêu này, Sambaur rời Đảng Dân chủ vào tháng 11 năm 1948, cùng với 11 đại biểu khác, và liên kết với Đảng Tự do (Kanak Sereipheap) dưới sự lãnh đạo của Hoàng thân Norodom Norindeth, được sự ủng hộ của Pháp và ủng hộ nền độc lập dần dần, một vị quân vương hùng mạnh và quan hệ chặt chẽ với Pháp. Sự đào tẩu của Sambaur khiến Đảng Dân chủ tạm thời suy yếu nghiêm trọng và cho phép nhiều phần tử cấp tiến hơn bao gồm Hu Nim, Ieng Sary và Saloth Sar (sau này gọi là Pol Pot), giành được ảnh hưởng trong đảng. Mặc dù Đảng Dân chủ sau đó đã bị giải thể vào năm 1957, nhưng những cái tên này sẽ ám ảnh Campuchia nhiều thập kỷ sau đó.
Sau cái chết đột ngột của Thủ tướng Hoàng thân Sisowath Youtevong, nhà lãnh đạo và người sáng lập Đảng Dân chủ vào ngày 11 tháng 7 năm 1947, chính thể Campuchia non trẻ bất ổn đã chứng kiến ba chính phủ trong khoảng thời gian 18 tháng, tất cả đều do Đảng Dân chủ đứng đầu. Tháng 1 năm 1949, Sambaur trên cương vị là ủy viên cảnh sát đã vạch trần một vụ bê bối chính trị liên quan đến ngành ngư nghiệp của Campuchia khiến Thủ tướng Penn Nouth đành phải từ chức. Quốc vương Norodom Sihanouk sau đó đã thuyết phục chủ tịch Quốc hội Ieu Koeus bổ nhiệm Sambaur làm Thủ tướng mới. Ngày 1 tháng 2 năm 1949, Sambaur đứng ra thành lập chính phủ liên hiệp với các đại biểu của Đảng Tự do với sự hậu thuẫn của nhà vua và sự ủng hộ của người Pháp.
Trong nhiệm kỳ của mình, ông liên tục bị Quốc hội do Đảng Dân chủ lãnh đạo phản đối và vấp phải sự chỉ trích của công chúng vì kế hoạch mở sòng bạc. Sự chỉ trích gia tăng khi Bộ trưởng Bộ Giáo dục Meas Saem đóng cửa Lycee Sisowath để đáp lại các cuộc biểu tình. Chính phủ của Sambaur sụp đổ vào tháng 9 năm 1949. Đảng Dân chủ một lần nữa nắm quyền với Ieu Koeus là Thủ tướng. Chính quyền của ông kéo dài chín ngày cho đến khi Sihanouk mệt mỏi vì sự bất ổn của các bộ trưởng đã lợi dụng cách diễn đạt mơ hồ trong bản hiến pháp do Đảng Dân chủ soạn thảo và can thiệp. Khẳng định quyền lực mới được tuyên bố của mình, Nhà vua bèn giải tán Quốc hội, hoãn bầu cử và thành lập chính phủ mới mà không có một Quốc hội và bổ nhiệm Sambaur làm Thủ tướng một lần nữa. Là một đồng minh của Sihanouk, ông tiếp tục ủng hộ những nỗ lực của Shihanouk nhằm đạt được những nhượng bộ từ người Pháp và tiến tới độc lập. Sambaur từ chức vào tháng 4 năm 1950 và chính Sihanouk lên làm Thủ tướng.
Hai mươi năm sau, sau cuộc đảo chính ở Campuchia năm 1970 phế truất Sihanouk và đưa Lon Nol lên nắm quyền, Sambaur đã viết một bài luận bảo vệ việc ông rút lại sự ủng hộ dành cho Nhà vua với nhan đề តើហេតុអ្វីបានជាយើងបោះបង់ចោលសីហនុ ("Tại sao chúng tôi bỏ rơi Sihanouk").